# Mlekovita
Mlekovita là một công ty sản xuất các sản phẩm từ sữa có trụ sở tại Wysokie Mazowieckie, Ba Lan.

## Lịch sử

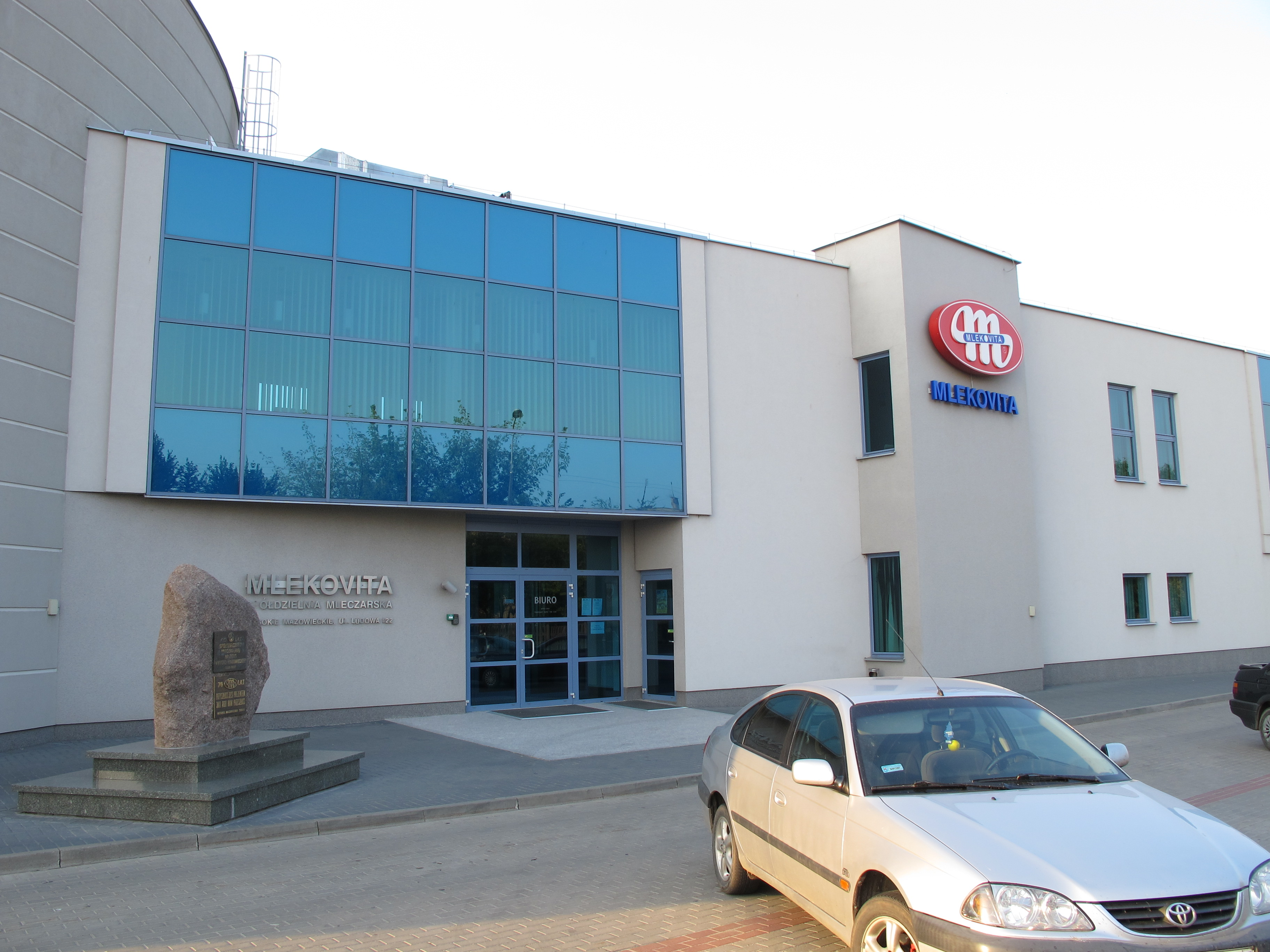
Văn phòng công ty ở Wysokie Mazowieckie.

Spółdzielnia Mleczarska Mlekovita có từ thời trước Chiến tranh Thế giới thứ nhất. Được thành lập từ năm 1928 ở Wysokie Mazowieckie, cơ sở này đã tuyển dụng khoảng 30 người để sản xuất pho mát và bơ. Sau Chiến tranh thế giới thứ hai, Delegatura Centrali Mleczarsko-Jajczarskich được thành lập, và ba năm sau, Powiatowy Zakład Mleczarski cũng bắt đầu sản xuất smetana, quark và kem lạnh. Năm 1957,Okręgowa Spółdzielnia Mleczarska được thành lập ở Wysokie Mazowieckie. Tại thời điểm đó, công ty sản xuất sản phẩm mới đã được xây dựng và đi và hoạt động năm 1962, được sử dụng để sản xuất pho mát, bơ, máy móc và thiết bị giữ sữa.

### Tập đoàn Vốn

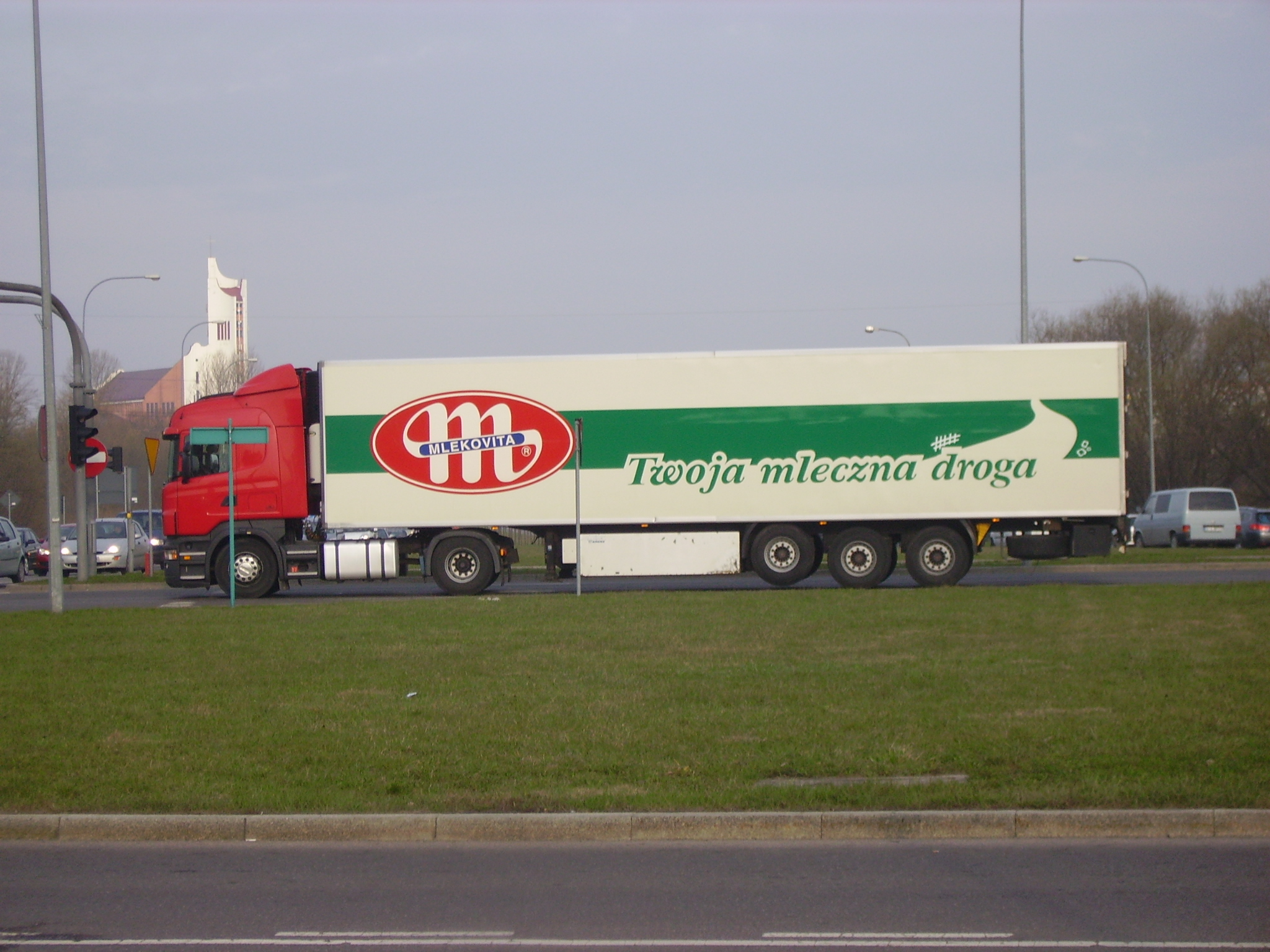
Xe tải với logo của Mlekovita.

Tập đoàn vốn Mlekovita được thành lập ngày 1 tháng 3 năm 2014 bởi 14 công ty với các trung tâm phân phối có cơ sở tại: Wysokie Mazowieckie, Baranowo, Biała Podlaska, Bielsk Podlaski, Brzesko, Chrzanów, Działdowo, Goręczyno, Kluczbork, Kościan, Lubawa, Łódź, Morąg, Pilica, Pyrzyce, Sanok, Susz, Toruń, Trzebownisko, Warszawa, Wolsztyn, Wyszków và Zakopane.
Mlekovita là nhà sản xuất sản phẩm từ sữa lớn thứ hai của Ba Lan, xếp sau Mlekpol ở Grajewo. Khoảng 35% sản phẩm dành cho xuất khẩu, công ty có thể sản xuất 3.0 triệu lít sữa mỗi ngày.
Mlekovita là nhà tổ chức của Ngày Sữa Quốc gia ở Ba Lan.
Kể từ tháng 3 năm 2014, Okręgowa Spółdzielnia Mleczarska ở Sanok gia nhập vào công ty, để bảo vệ doanh nghiệp khỏi sự cạnh tranh.